# Okręg wyborczy Tottenham
Okręg wyborczy Tottenham powstał w 1950 r. i wysyła do brytyjskiej Izby Gmin jednego deputowanego. Obejmuje część London Borough of Haringey oraz część London Borough of Hackney.

## Deputowani do Izby Gmin z okręgu Tottenham
- 1950–1959: Fred Messer, Partia Pracy
- 1959–1964: Alan Grahame Brown, Partia Pracy, od 1961 poseł niezależny, od 1962 Partia Konserwatywna
- 1964–1987: Norman Atkinson, Partia Pracy
- 1987–2000: Bernie Grant, Partia Pracy
- 2000 (wybory uzupełniające)– : David Lammy, Partia Pracy[2]